# 蒂勒 (默尔特-摩泽尔省)
蒂勒（法語：Thil，法語發音：[til] ⓘ；洛林法兰克语：Til）是法国默尔特-摩泽尔省的一个市镇，位于该省北部，属于布里埃区。

## 地理
蒂勒（49°28'23"N, 5°54'30"E）面积3.32 平方千米，位于法国大東部大區默尔特-摩泽尔省，该省份为法国东北部内陆省份，是洛林的一部分，北邻比利时、卢森堡，北起顺时针与摩泽尔省、下莱茵省、孚日省和默兹省接壤。
与蒂勒接壤的市镇（或旧市镇、城区）包括：雷当日、于西尼-戈德布朗日、蒂耶尔瑟莱、维勒吕。

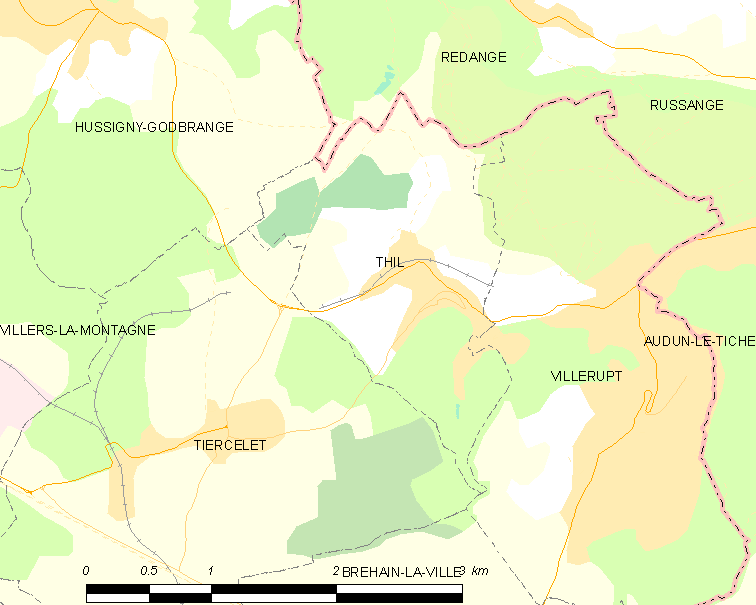
的OSM定位图

蒂勒的时区为UTC+01:00、UTC+02:00（夏令时）。

## 行政
蒂勒的邮政编码为54880，INSEE市镇编码为54521。

## 政治
蒂勒所属的省级选区为维勒吕县。

## 人口

1962-2008年间人口变化图示

蒂勒于2022年1月1日时的人口数量为2006人。